# José María Morelos (plaats)
José María Morelos is een stadje in de Mexicaanse deelstaat Quintana Roo. José María Morelos heeft 10.424 inwoners (census 2005) en is de hoofdplaats van de gemeente José María Morelos.
José María werd gesticht in de 19e eeuw met het oog op de export van hout en chicle. De stad heette oorspronkelijk Kilómetro 50, daar het op 50 kilometer van Peto is gelegen. Bij de verheffing van Quintana Roo tot staat in 1974 kreeg de plaats haar huidige naam, genoemd naar de onafhankelijkheidsstrijder José María Morelos, en werd het de hoofdplaats van de gelijknamige gemeente.